# Херберт, Виктор
Ви́ктор Хе́рберт (в части источников — Герберт, англ. Victor Herbert, 1 февраля 1859 — 26 мая 1924) — американский композитор, виолончелист и дирижёр. Более всего он известен как композитор — автор оперетт, шедших на Бродвее с 1890-х годов до начала Первой мировой войны.

## Биография
Родился в Дублине, Ирландия, в семье протестантов Эдварда и Фанни Херберт. После смерти отца мать перевезла его к своим родителям в Лондон. Раскрытию его творческого потенциала способствовал его дед Сэмюэл Лавер, ирландский писатель, драматург, поэт и композитор. В 1867 году он Херберт переехал в Штутгарт, после того как его мать вышла замуж за немецкого врача Карла Шмидта. В Штутгарте он продолжил учёбу в местной гимназии.
Изначально Виктор Херберт хотел стать врачом, но не смог позволить себе довольно дорогую учёбу. Несмотря на то, что его отчим приходился родственником членам немецкой королевской семьи, финансовое положение его было довольно скудное. По этой причине Херберт занялся изучением музыки — изначально он осваивал фортепиано и флейту, а затем увлекся виолончелью. Овладевал этим инструментом Виктор Гербрет под руководством Бернхарда Коссмана, затем он обучался в Штуттгардской консерватории, которую окончил в 1879 году. В начале 1880-х годов Херберт начал профессионально играть на виолончели в Вене, Австрия и Штутгарте, Германия. Примерно в этот же период он начал писать оркестровые произведения.
В 1886 году Херберт с супругой, оперной певицей Терезой Фёрстер, перебрались в США, где они получили контракт с Метрополитен-опера и вскоре приняли американское гражданство. Параллельно он преподавал в Национальной музыкальной консерватории, специализируясь на дирижёрской и композиторской деятельности. С 1898 по 1904 год Херберт руководил Симфоническим оркестром Питтсбурга, после чего основал собственную команду — Оркестр Виктора Херберта, дирижёром которой проработал до конца своей жизни.

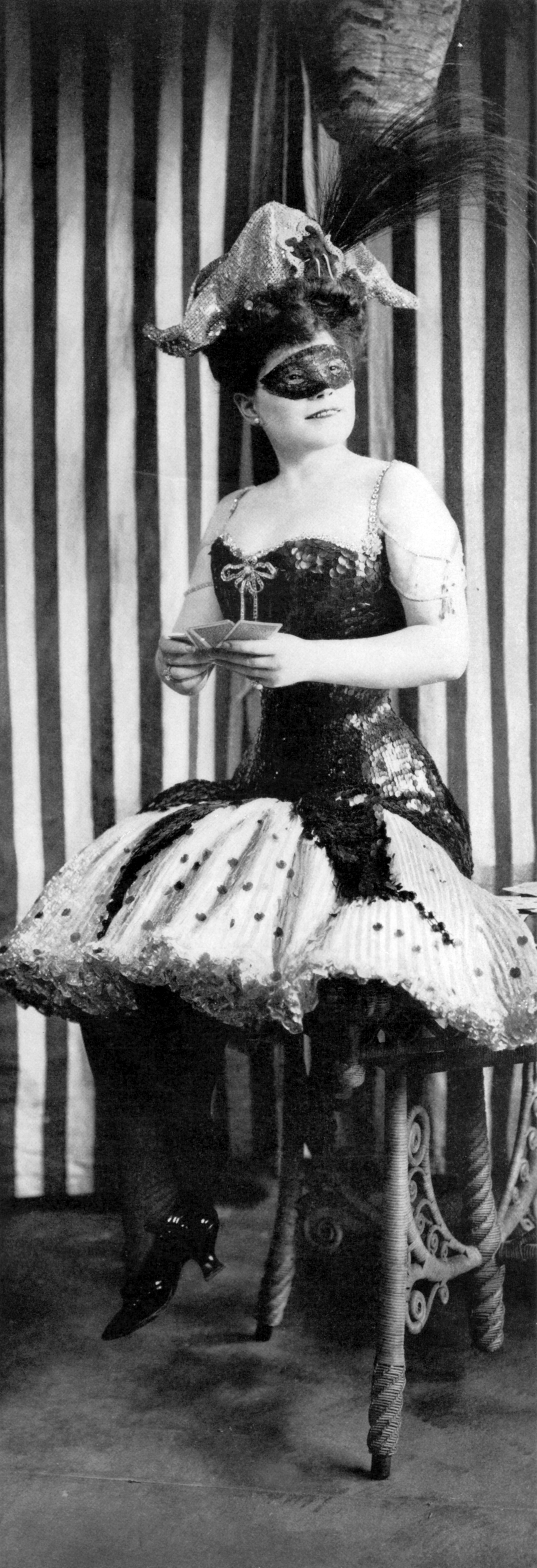
Фритци Шефф в оперетте «Мадемуазель модистка»

В 1894 году Херберт начал писать оперетты, самыми известными из которых стали «The Serenade» (1897), «The Fortune Teller» (1898), «Babes in Toyland» (1903) и «Mlle. Modiste» (1905). В 1914 году он возглавил группу композиторов и издателей в создании Американского общества композиторов, авторов и издателей. После Первой мировой войны музыкальные вкусы публики изменились, и Херберт стал активно писать мюзиклы. С 1917 года он принимал активное участие в бродвейских постановках «Безумства Зигфелда». Несмотря на то, что его произведения были встречены сравнительно неплохо, на былой уровень успеха Херберт вернуться не смог.
Виктор Херберт скончался 26 мая 1924 года от сердечного приступа в Нью-Йорке в возрасте 65 лет. Похоронен в Бронксе на кладбище Вудлон. В 1927 году в Центральном парке Нью-Йорке был установлен бюст Виктора Херберта.